# Parndorf
Parndorf est une commune autrichienne du district de Neusiedl am See dans le Burgenland.